# Río Cedena
El río Cedena es un corto río del centro de la península ibérica, afluente por la margen izquierda del río Tajo. Nace en los montes de Toledo y discurre en todo su recorrido dentro de la provincia española de Toledo. 
Discurre de sur a norte a lo largo de 45 km y atraviesa en su recorrido las localidades de Villarejo de Montalbán y Cedena. Aparece descrito en el decimosexto volumen del Diccionario geográfico-estadístico-histórico de España y sus posesiones de Ultramar de Pascual Madoz de la siguiente manera:

ZEDENA: r. en la prov. de Toledo, part. jud de Navahermosa: nace á la falda N. de la cord. de los montes de Toledo y reuniendo todas las corrientes que arrojan las sierras de Hontanar y Malamoneda, pasa por el térm. de Navalucillos y por entre las sierras de Villarejo de Montalban, saliendo al part. de Talavera y desaguando en el Tajo cerca y al E. de Malpica: aunque de poco caudal, es siempre perenne: no tiene puentes y su estension no pasa de 12 leg. de curso.
(Madoz, 1850, p. 667)